# Wilfried Tevoedjre
Wilfried Tevoedjre (n. Cotonú, 20 de septiembre de 1979) es un nadador de estilo libre beninés.

## Biografía
Hizo su primera aparición en los Juegos Olímpicos de Londres 2012, nadando en la prueba de 50 m libre. Nadó en la primera serie, y quedó tercero de la misma con un tiempo de 29.77, insuficiente para pasar a las semifinales al quedar en la posición 58 en el sumario total. Un año más tarde compitió en el Campeonato Mundial de Natación de 2013 en la misma modalidad finalizando en el puesto 98 con un tiempo de 29.00. También nadó en los 100 m libre, finalizando con un tiempo de 1:07.42 en la posición 86.

## Marcas personales
| Piscina larga | Piscina larga | Piscina larga              | Piscina larga | Piscina larga |
| ------------- | ------------- | -------------------------- | ------------- | ------------- |
| Estilo        | Tiempo        | Competición                |               |               |
| 50 m libre    | 29.00         | Campeonato Mundial de 2013 |               |               |
| 100 m libre   | 1:07.42       | Campeonato Mundial de 2013 |               |               |
| Piscina corta |               |                            |               |               |
| Estilo        | Tiempo        | Competición                |               |               |
| 50 m libre    | 28.86         | Campeonato Mundial de 2012 |               |               |